# Distretto di Yanchao
Il distretto di Yanchao (燕巢區S, Yàncháo QūP) è un distretto della municipalità di Kaohsiung, situata a Taiwan.